# Oinone

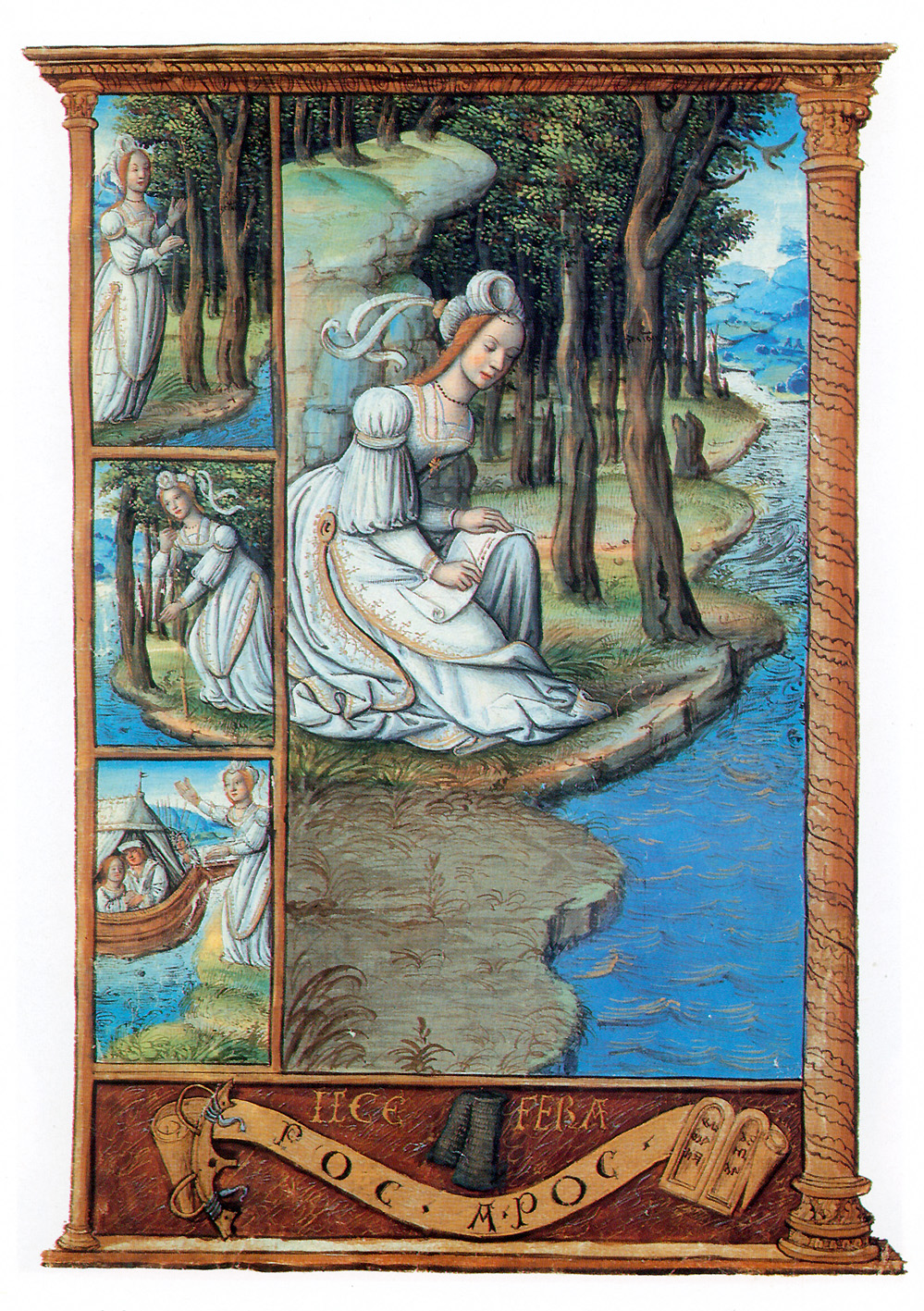
Nimfa Oinone

Oinone  (în greacă Οινωνε (Oinone), derivat de la οινος (oinos) "vin") a fost o nimfă din mitologia greacă, prima soție a lui Paris. Dar ea a fost părăsită de Paris atunci când Afrodita l-a răsplătit oferindu-i-o ca soție pe Elena din Troia.
În timpul războiului troian, Paris cade lovit de o săgeată otrăvită, trasă de Philoctetes. Fiind pe moarte, cere ajutorul fostei sale soții, nimfa Oinone. Aceasta refuză să îl ajute cu puterile ei tămăduitoare și, după ce Paris moare, ea se sinucide din cauza remușcărilor care o cuprind.,